# Цыплухин, Николай Дмитриевич
Николай Дмитриевич Цыплухин (24 ноября 1918, Рассказово, Тамбовская губерния — 14 октября 1987, Кременчуг, Полтавская область) — командир эскадрильи 70-го гвардейского штурмового авиационного полка, 3-й гвардейской штурмовой авиационной дивизии, 9-го штурмового авиационного корпуса, 16-й воздушной армии 1-го Белорусского фронта, гвардии подполковник. Герой Советского Союза.

## Биография
Родился 24 ноября 1918 года в посёлке Рассказово (ныне — город в Тамбовской области). Член ВКП(б)/КПСС с 1943 года. В 1933 году окончил текстильную школу ФЗУ, начал работать на Арженской суконной фабрике, был старшим мастером ткацкого цеха. Без отрыва от производства успешно окончил Рассказовский филиал Тамбовского аэроклуба.
В Красной Армии с 1938 года. В 1940 году окончил Серпуховскую военную авиационную школу пилотов и был направлен в один из авиационных полков. Сначала был пилотом, затем командиром эскадрильи.
На фронтах Великой Отечественной войны с июля 1941 года. С начала войны лётчик Цыплухин защищал небо над городом Брестом в составе штурмового авиационного полка Западного фронта. В одном из сражений получил ранение, после лечения в госпитале снова вернулся в строй.
Весной 1942 года советские войска в районе города Демянска окружили 16-ю немецкую армию. Немецкое командование спешно стало перебрасывать для неё подкрепление. С аэродромов Хани, Истомино, Глебовщина и других на транспортных самолётах немцы переправляли оружие и боеприпасы. Советские лётчики получили задачу разбомбить аэродромы, уничтожить самолёты противника, не допустить поддержки с воздуха войск, взятых в кольцо. 1 апреля 1942 года лейтенант Цыплухин возглавлял тройку «илов». Вдруг на горизонте он заметил 25 бомбардировщиков Ju-52. Завязался воздушный бой. Один «юнкерс», подбитый Цыплухиным, пошёл к земле, оставляя за собой шлейф чёрного дыма. После этого Цыплухин «взялся» за второго «юнкерса». В этом бою советские штурмовики сбили 5 «юнкерсов». Через 3 дня после этого боя 7 штурмовиков завязали бой с 30 «юнкерсами». Цыплухин сбил транспортник. Его друзья уничтожили ещё 5 «юнкеров». Сбив вражеских транспортников с курса, воздушные соколы устремились на аэродром Истомино, где уничтожили 10 самолётов Германии на земле. В одном из боёв в районе аэродрома Хани советские лётчики сбили 2 «юнкерса». Цыплухин без боеприпасов продолжал преследовать последний транспортник. Он вынудил его приземлиться на нашей территории, и экипаж в полном составе был взят в плен.
Сражаясь на 1-м Белорусском фронте, 28 апреля 1944 года Цыплухин, будучи ведущим семёрки Ил-2, бомбардировал и штурмовал огневую силу и технику противника в районе посёлка Городец. Прибыв в район цели, он разглядел на дорогах танки. Вскоре вокруг самолётов стали вспыхивать шапки разрывов зенитных снарядов. Несмотря на зенитный огонь, командир стал заходить на штурмовку. Внизу взметнулись чёрные столбы. Манёвр командира повторяют по очереди ведомые. Сделав 4 захода, семёрка Цыплухина уничтожила батарею зенитной артиллерии, 6 танков, несколько вражеских самолётов и создала 10 очагов пожара большой силы.
10 мая 1944 года гвардии капитан Цыплухин повёл группу из 7 штурмовиков к Дубечно, где находились склады боеприпасов, горючего и боевой техники врага. Сделав 6 заходов, лётчик уничтожил 10 автомашин с военными грузами, взорвал склад с горючим и боеприпасами, прямым попаданием бомб разрушил железнодорожную станцию и уничтожил паровоз.
17 июля 1944 года командир эскадрильи Цыплухин повёл восьмерку Ил-2 на штурмовку автомашин врага на дороге Пинск — Кобрин. Прилетев в заданный район, лётчики насчитали на дороге около 200 автомашин. Произведя внезапную атаку и сделав над колонной 8 заходов, группа уничтожила 25 автомашин.
Командир эскадрильи 70-го гвардейского штурмового авиационного полка гвардии капитан Николай Цыплухин к августу 1944 года совершил 92 боевых вылета на штурмовку войск Германии. В 33 воздушных боях он лично сбил 3 и на аэродромах уничтожил 7 самолётов противника. Кроме этого он уничтожил 12 танков, 18 орудий, 22 автомашины и около 250 солдат и офицеров противника.
Указом Президиума Верховного Совета СССР от 26 октября 1944 года за образцовое выполнение боевых заданий командования на фронте борьбы с немецкими захватчиками и проявленные при этом мужество и героизм гвардии капитану Николаю Дмитриевичу Цыплухину было присвоено звание Героя Советского Союза с вручением ордена Ленина и медали «Золотая Звезда».
До 1959 года Н. Д. Цыплухин служил в рядах Советской Армии, обучал молодых лётчиков, готовил достойную смену участникам Великой Отечественной войны. С 1959 года подполковник Н. Д. Цыплухин уволен в запас. Жил в городе Кременчуге Полтавской области Украины. Работал контролёром отдела технического контроля завода дорожных машин. Скончался 14 октября 1987 года.
Именем Героя названа улица в городе Рассказово Тамбовской области.

## Награды
- Орден Ленина
- Три Ордена Красного Знамени
- Орден Александра Невского,
- Орден Отечественной войны 1-й степени
- Два Ордена Красной Звезды
- Медали